# Synelmis rigida
Synelmis rigida är en ringmaskart som först beskrevs av Fauvel 1919.  Synelmis rigida ingår i släktet Synelmis och familjen Pilargidae. Inga underarter finns listade i Catalogue of Life.